# Монтехо, Эухенио

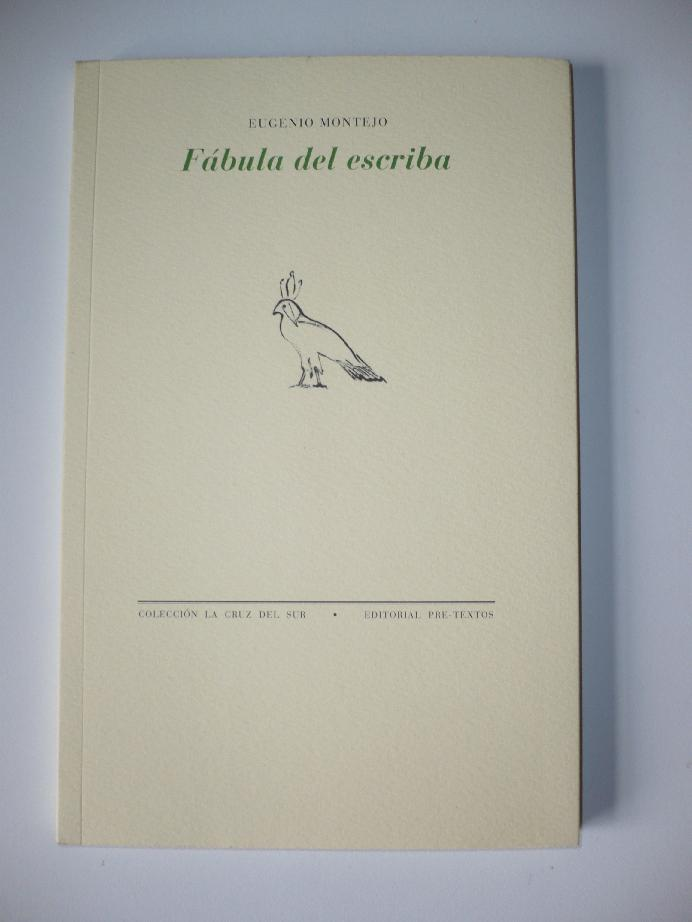
Одна из книг поэта

Эухенио Монтехо (исп. Eugenio Montejo, 1938, Каракас — 5 июня 2008, Валенсия) — венесуэльский поэт и эссеист.
Работал в Центре латиноамериканских исследований «Ромуло Гальегас» в Каракасе, сотрудничал со многими национальными и международными журналами.
Основатель литературного журнала «Асар» (исп. Azar и сооснователь поэтического журнала «Ревиста Поэсиа» (исп. Revista Poesía), выпускаемого Университетом Карабобо.
В 1998 году стал лауреатом Национальной литературной премии Венесуэлы, в 2004 году получил Международную литературную премию имени Октавио Паса (исп. Octavio Paz).
В фильме «21 грамм» стихотворение, которое Пол цитирует Кристине, принадлежит перу Э. Монтехо.